# جورج وود (لاعب كريكت)
جورج وود (7 ديسمبر 1865 - 3 سبتمبر 1948) (بالإنجليزية: George Wood)‏ هو لاعب كريكت بريطاني وبريطاني (وحمل سابقاً جنسية المملكة المتحدة لبريطانيا العظمى وأيرلندا).